# Brede (Danemark)
Pour les articles homonymes, voir Brede.
Brede est un quartier résidentiel de la municipalité de Lyngby-Taarbæk, dans le département de Copenhague, dans l'est de l'île de Sjælland au Danemark.

## Géographie
Brede est située juste au nord de Copenhague.

## Histoire
La colonie a vu le jour autour de la rivière Mølleåen, où des moulins à eau ont été construits au Moyen Âge.

## Économie
À partir de 1628, Brede a été le lieu de production de poudre à canon et de cuivre. En 1832, s'y installe une usine textile.

## Éducation

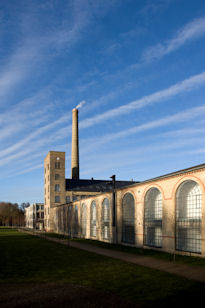
Brede Works vu depuis le jardin.

L'Université technique du Danemark est également à proximité de Brede.

## Culture
Plusieurs anciens bâtiments industriels de Brede forment aujourd'hui le Brede Værk (da), une branche du Musée national du Danemark. Les expositions qui s'y tiennent sont consacrées à la culture et au développement industriels du Danemark.
Le musée en plein air se trouve à proximité de Brede.

## Personnalité liée à la localité
- Bille August (1948-), réalisateur danois né à Brede.